# The Very Best of Toto
The Very Best of Toto je kompilacijski album ameriške rock skupine Toto, ki je izšel 14. oktobra 2002 pri založbi Sony Records. Album vsebuje uspešnice skupine Toto iz 70. in 80. let dvajsetega stoletja.

## Seznam skladb
| Št.             | Naslov                  | Pisec                                                | Z albuma          | Dolžina |
| --------------- | ----------------------- | ---------------------------------------------------- | ----------------- | ------- |
| 1.              | „Africa‟                | David Paich, Jeff Porcaro                            | Toto IV           | 4:59    |
| 2.              | „Hold the Line‟         | Paich                                                | Toto              | 3:58    |
| 3.              | „Georgy Porgy‟          | Paich                                                | Toto              | 4:12    |
| 4.              | „Rosanna‟               | Paich                                                | Toto IV           | 5:32    |
| 5.              | „Don't Chain My Heart‟  | Toto                                                 | Kingdom of Desire | 4:43    |
| 6.              | „I'll Be Over You‟      | Randy Goodrum, Steve Lukather                        | Fahrenheit        | 3:51    |
| 7.              | „Waiting for Your Love‟ | Bobby Kimball, Paich                                 | Toto IV           | 4:13    |
| 8.              | „Stranger in Town‟      | Paich                                                | Isolation         | 4:50    |
| 9.              | „I Won't Hold Back‟     | Lukather                                             | Toto IV           | 4:55    |
| 10.             | „Stop Loving You‟       | Lukather, Paich                                      | The Seventh One   | 4:27    |
| 11.             | „99‟                    | Paich                                                | Hydra             | 4:59    |
| 12.             | „Pamela‟                | Paich                                                | The Seventh One   | 5:09    |
| 13.             | „2 Hearts‟              | Toto                                                 | Kingdom of Desire | 5:10    |
| 14.             | „I Will Remember‟       | Lukather, Stan Lynch                                 | Tambu             | 6:05    |
| 15.             | „The Turning Point‟     | Lukather, Lynch, Paich, Simon Phillips, Mike Porcaro | Tambu             | 5:26    |
| Skupna dolžina: | Skupna dolžina:         | Skupna dolžina:                                      | Skupna dolžina:   | 72:44   |